# 陈翰章将军墓
陈翰章将军墓，位于中国吉林省敦化市翰章村南，为一个省级文物保护单位，类型为近现代重要史迹及代表性建筑，公布时间为2007年5月31日。该文物保护单位由敦化市文物管理所管理。
陈翰章将军墓的历史年代为1940年。